# القنيطرة (المغرب)
القنيطرة (بالفرنسية: Kenitra) هي مدينة مغربية، تطل على الساحل الأطلسي، على بعد 40 كم شمال العاصمة الرباط. إحدى أهم مدن المملكة، يسكنها 800 ألف نسمة. مر منها الأمريكيون والفرنسيون، وفي حين بقيت بعض آثار الوجود الفرنسي ماثلة إلى اليوم بالمدينة، تلاشت بصمات الوجود الأميركي، إلا من بقايا يمكن تعقبها من خلال الروايات الشفاهية وبعض الصور في الحانات والنوادي التي كان يرتادها الأميركيون.
ومن بين ما تركه الأميركيون، ثمة مكان لا يكاد يعرفه حتى أبناء المدينة أنفسهم، يتعلق الأمر بقبر الجندي المجهول في مدخل قصبة المهدية، بجانب تمثال لسمكة وضعت شعارا لوجود المرسى البحري بالشاطئ، وسبب وجود هذا القبر، برأي محمد بلاط، أستاذ التاريخ ومهتم بأحداث القنيطرة، يكمن في المواجهات الضارية التي شهدتها قصبة المهدية بين الفرنسيين والأميركيين بداية الأربعينات من القرن الماضي.
وكان من نصيب القنيطرة أن تدخل قسرا من باب صفحة سوداء من تاريخ المغرب الحديث، حين انطلقت منها الطائرة التي قصفت الطائرة الملكية في سياق الانقلاب العسكري الفاشل عام 1972 الذي دبرته مجموعة من العسكريين كان على رأسهم الجنرال الدموي محمد أوفقير، الذي يحكي أبناء المدينة عنه أنه صال وجال في القنيطرة وعاقر الخمر في حاناتها وسهر الليالي في حي الحاج منصور، كما يصر بعض المولعين بنبش الماضي أن أوفقير ترك مقبرة كان يدفن بها عددا ممن عارضوا سياسته، في نفس المكان الذي كان يقيم به لياليه الحمراء. «لم تختر المدينة قدرها، بل هو من اختارها» يقول دارس تاريخ من أبناء القنيطرة.
طبع تاريخ القنيطرة أيضا عدة شخصيات سواء مرورا بها أو اتخاذها مقطنا ومن أبرزهم المقاوم الجزائري محمد بوضياف الذي يعد من أهم وجوه الثورة الجزائرية ضد الاستعمار الفرنسي. وأقام بوضياف ما يناهز العقدين بالقنيطرة حيث ابتعد عن السياسة وأدار مصنعا للاجر قبل أن يتم استدعاؤه للجزائر حيث تمت تزكيته كرئيس للبلاد خلفا للشادلي بنجديد، قبل أن يغتال 166 يوما بعد تعيينه إثر إلقائه خطابا سياسيا في 29 يونيو 1992. ولازالت عائلته تعيش بمدينة القنيطرة حتى اليوم.

## تاريخ مدينة القنيطرة

### قبيل 1912
غني عن البيان القول بأن مدينة القنيطرة تعتبر من كبريات المدن المغربية وأهمها على الإطــلاق في الشمال الغربي للمملكــة.
هذه المدينة التي تقع على الضفة الجنوبية لنهر سبو على بعد 12 كلم من المصب بالمحيط الأطلسي عند مصطاف المهدية، وفي ملتقى الطرق التجارية الرئيسية والهامة الرابطة بين مدن شرق وشمال المملكة ووسطها (فاس، تطوان، طنجة، الرباط والدار البيضاء) تعتبر في نشأتها حديثة العهد، شأنها في ذلك شأن العاصمة الاقتصادية الدار البيضاء وخلافا للمدن الأخرى على سبيل المقارنة.
تقع القنيطرة على بعد عشر كلم شرق أنقاض المهدية التي يعود تاريخها إلى فترة القرطاجيين. مكث بها الفنيقيون في الألفية الأولى قبل الميلاد بما كان يعرف أنداك ب«طهاموسيدا أو تموسيدة». تستمد القنيطرة اسمها من القنطرة الصغيرة التي كانت تمتد فوق بحيرة الفوارات والتي حطمت سنة 1928. أطلقت السلطات الاستعمارية الفرنسية على المدينة اسم «بورت ليوطي» نسبة إلى الجنرال ليوطي سنة 1933وإسترجعت اسمها الحقيقي بعدما استرجع المغرب استقلاله من فرنسا سنة 1956
كما كانت تسمى «حلق المعمورة» و«حلق سبو» وعرفت الاحتلالين البرتغالي سنة 1515 والإسباني سنة 1614، وتمكن السلطان المولى إسماعيل من تحرير القلعة سنة 1681.

### فترة الحماية الفرنسية (1912-1956)

شعار المدينة

في مارس1912 تم توقيع اتفاقية فاس بين السلطان عبد الحفيظ والحكومة الفرنسية. في موجز هده الاتفاقية اعطى السلطان الجيش الفرنسي كل الصلاحيات لقمع القبائل الأمازيغية المتمردة ضد طغيان حكومة المخزن. طلب السلطان الضعيف النجدة من الفرنسينن نظرا لتحالف القبائل الأمازيغية التي تقطن الجبال المطلة على العاصمة فاس.عينت الحكومة الفرنسية الجنرال ليوطي مقيما عاما للمغرب بعد نجاح جيش الجنرال إعادة السلم والامان للبلد ونقل قصر السلطان من مدينة فاس إلى العاصمة الحالية الرباط.
بدأ ليوطي الإدارة المدنية للمغرب بإعطاء أولوية بالغة لبناء موانئ على الساحل الأطلسي.و أصبحت القنيطرة مركزا تجاريا كبيرا استعملته سلطات الحماية لاستيراد ترسانتها العسكرية من فرنسا وتصدير خيرات منطقة الغرب الفلاحية خصوصاً الفواكه والخشب والفلين والأسماك وبعض المعادن كالزنك والرصاص.
بني الميناء قرب القصبة التي أقيمت سنة 1895 لإقامة حامية عسكرية وبالقرب من القنطرة التي أقامها القائد المخزني علي أوعدي منذ أواخر القرن 17 والتي دمرتها السلطات الاستعمارية سنة 1928.
ويعتبر صدور قرار الإقامة العامة في فاتح يناير 1913، والذي تم بموجبه فتح ميناء القنيطرة النهري للملاحة التجارية منعطفا حاسما في تقوية وتعاظم دور مدينة القنيطرة واتساع نفوذها ومجال إشعاعها. وقد كان دور هذا الميناء مقتصرا على النشاط العسكري حيث كان يتم به إنزال القوات الاستعمارية والعتاد العسكري والمؤونة والمواد المختلفة وإرسالها إلى داخل البلاد في اتجاه فاس والمناطق المجاورة مرورا بالطرق المخزنية التقليدية وذلك من أجل إخماد الانتفاضات القبلية الرافضة لحكم السلطان.
وقد كان لإشعاع الميناء انعكاسات إيجابية في جلب الاستثمارات خاصة في الميدان الصناعي كالصناعات الغذائية والكيماوية والمعدنية وفي ميدان البناء أيضا، وساهم في هذه الطفرة والنمو الصناعي المتميز انخفاض الضرائب وضعف الأجور والتكاليف العائلية.
وعلاقة بهذه التحولات الاقتصادية المهمة توافدت على هذه المدينة أعداد وأفواج هائلة من السكان المغاربة من كل مناطق المملكة وبالأخص من جهة الغرب الشراردة بني احسن والمناطق الجبلية، وهو الأمر الذي ساهم في النمو الديموغرافي الكبير الذي عرفته مدينة القنيطرة وفي توسع مجالها العمراني والحضري كما جذبت هذه المدينة جحافل الأوروبيين والمعمرين.وفي إطار سياسة الميز والتفرقة العنصرية التي هي من صميم السياسة الاستعمارية فقد عملت سلطات الحماية الفرنسية، خاصة بعد إنشاء اللجنة البلدية أواخر سنة 1914، على تقسيم المجال الحضري لمدينة القنيطرة إلى ثلاثة أقسام كبرى وهي:
- - التجزئة العسكرية وهي خاصة بالمصالح والمرافق العسكرية.
  - المدينـة العــصريـة الخاصة بـالأوربييـن وتـضم أيضا حي: «فــال فلوري» و«حـي المستعجــل»
  - ثم الأحياء السكنية الخاصة بالسكان المغاربة الذين يطلق عليهم اسم «الأهالي» وهي أحياء تنعدم فيها أو تفتقر إلى البنيات التحتية والتجهيزات الأساسية وتنتشر بها أهم دور الصفيح والتي تعرضت في جزء منها لحريق مهول سنة

1946

### القاعدة الجوية الأمريكية بالقنيطرة (1942-1975)
في رسالة إلى الرئيس الأمريكي روزفلت قال كاتب الدولة للجيش الأمريكي عن احتلال مطار القنيطرة العسكري في العاشر من نونبر1942:«اقتحمت البارجة البحرية الأمريكية» دالاس«مصب وادي سبو في اتجاه معاكس لمجرى النهر وبعد قطع حبل حديدي ممتد عرض النهر، قطعت البارجة عشركلمترات تحت طلقات نارية مكثفة من طرف جيش حكومة فيشي الفرنسية المتحالفة مع هتلر.و تمكنا من إنزال عساكرنا في مطارالقنيطرة بنجاح ودون خسائرمادية أو بشرية. نجاح هده العملية العسكرية ساهم في تحقيق انتصار قوات التحالف على الواجهة الشمال إفريقية»

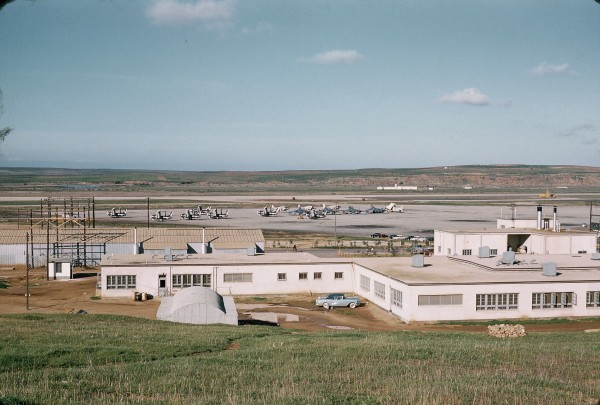
القاعدة الجوية الأمريكية بالقنيطرة: مصلحة الصيانة والاشغال العمومية.

احتل الأمريكيون مطار القنيطرة العسكري من سنة 1942 إلى سنة 1947 ولم تكن لفرنسا أية كلمة في الموضوع إلى أن تم استرجاع المطار تحت الإدارة الفرنسية بعد محاورات مكثفة مع وزارة الخارجية الأمريكية.
سنة 1950 تم توسيع المطار العسكري لمدينة القنيطرة ليصبح قاعدة جوية كبرى تحت قيادة وزير الدفاع الأمريكي السابق لويس جونسون لتشمل أكثر من عشرآلاف جندي أمريكي لتكون بهدا العدد ثاني أكبرقاعدة عسكرية أمريكية في العالم خارج الولايات المتحدة الأمريكية.
خلال سنوات الحرب الباردة استعمل الأمريكيون القاعدة الجوية باشتراك مع القوات المسلحة الملكية. وساهم الأمريكيون في تطوير سلاح الجو المغربي بتدريب طيارين شباب وإمداد المغرب بطائرات حربية من طراز ف5.

### القنيطرة: مرحلة ما بعد الانقلاب العسكري
وعرفت القنيطرة كذلك باسم حلالة Marguerite وهي نبتة تورق زهرة صفراء اللون كانت تغطي أكثر مساحات المدينة قبل تعميرها وهذه الزهرة صفراء اللون كانت تستعمل بعد تصفيفها في تشييد النوايل (جمع نوالة وهي نوع من السكن أصله من أفريقيا السوداء ظهر مع حلول الجيوش السينغالية إبان الحرب العالمية الأولى (1914-1918) حيث بدأ السكان المحليون (مهدية، حدادة، أولاد أوجيه، الساكنية، أولاد برجال، النخاخصة، الشليحات)، الذين كانوا يسكنون الخيام المنسوجة يقلدون الأفارقة في تشييد هذا النوع من السكن التي ستحل محلها دور الصفيح فيما بعد.

## التقسيم الإداري والنفوذ الترابي لمدينة القنيطرة

### التقسيمات الإدارية

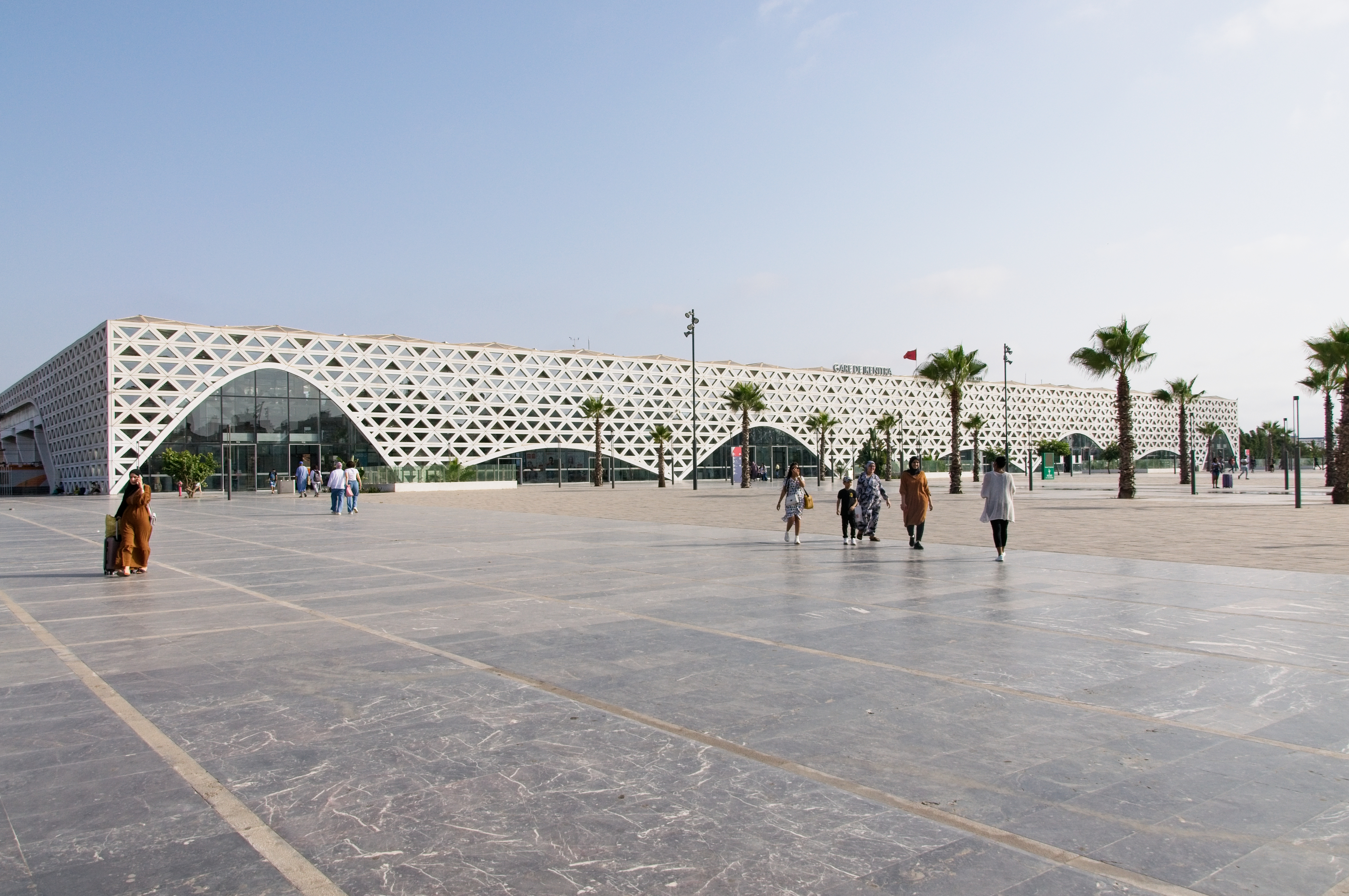
محطة القطار السريع بالقنيطرة

تنقسم القنيطرة إلى أربع مقاطعات وهي كالآتي:
- القنيطرة المدينة.
- القنيطرة معمورة.
- القنيطرة الساكنية.
- مقاطعة أولاد أوجيه.

### العاصمة الجهوية بامتيـاز
- - القنيطـرة فـي عهـد الحمايـة وعنـد فجـر الاستقـلا ل:
  - القنيطرة: عاصمة إدارية ومركز إشعاع لمنطقة شاسعة تقسم الغرب الشراردة وزمور زعير:
  - القنيطرة: عاصمة جهة الغرب الشراردة بني احسن:
  - القنيطرة: من مدينة مقسمة إلى جماعة واحدة موحدة:

التقسيـم الجماعـي
- - 1 - القنيطـرة فـي عهـد الحمايـة وعنـد فجـر الاستقـلال:

منذ نشأتها خضعت مدينة القنيطرة لهيمنة النفوذ الترابي والإداري للرباط العاصمة السياسية والإدارية للمملكة الشريفة في عهد الحماية أو بعد ذلك في السنوات العشر الأولى للاستقلال.
فعن طريقها وبواسطتها، تم قمع المظاهرات والانتفاضات وإخماد الثورات الرافضة للاستعمار والمطالبة برحيله.
ولهذه الغاية ولغايات أخرى تم خلق مجموعة من الإدارات والمرافق التابعة للمركز سواء تلك التي لها علاقة بمراقبة السكان وتحركاتهم، وفيما بعد بتثبيت سيادة الدولة الحديثة، أو تلك التي لها علاقة بإعداد وتهيئة المجال الجهوي.
- - 2 - القنيطـرة: عاصمة إدارية ومركز إشعاع لمنطقة شاسعة تقسم الغرب الشراردة وزمور زعير:

نظرا للمكانة المهمة التي أصبحت تتبوأها مدينة القنيطرة محليا وجهويا ووطنيا منذ فجر الاستقلال، على المستوى الديمغرافي حيث بلغ عدد سكانها حسب أول إحصاء رسمي للسكنى والسكان لسنة 1960 86 775 نسمة، في الوقت الذي بلغ فيه على سبيل المقارنة، عدد سكان سيدي قاسم 478 19 نسـمـة وسيدي سليمان 486 11 نسمة والخميسات 695 13 نسمة.
ونظرا لأهمية مدينة القنيطرة صناعيا وتجاريا وخدماتيا للأسباب التي سبق وان تطرقنا إليها باقتضاب فقد عملت الدولة المغربية الحديثة العهد على ترقية مدينة القنيطرة سنة 1965 إلى عاصمة إدارية بامتياز لمنطقة شاسعة ضمت إضافة إلى إقليم القنيطرة إقليمي الخميسات وسيدي قاسم الحاليين.
وقد استمر هذا الوضع إلى تاريخ 13 غشت 1973 حيث ثم خلق إقليم الخميسات ليتم فك الارتباط إداريا بين هذا الإقليم ومدينة القنيطرة.
وبعد تسع سنوات على ذلك، أي في سنة 1982، سيتم إحداث إقليم جديد هو إقليم سيدي قاسم، غير أن هذا الإقليم سيبقى مرتيطا بمدينة القنيطرة عند صدور الظهير الشريف المنظم للجهات الستة عشرة.
- - 3 - القنيطرة: عاصمة جهة الغرب الشراردة بني احسن:

بصدور الظهير الشريف بتاريخ 2 أبريل 1997 عدد 1.97.84 المنظم للجهات تم خلق جهة الغرب الشراردة بني احسن وتم رد الاعتبار إن صح التعبير لمدينة القنيطرة بجعلها عاصمة للجهة ككل. بعبارة أخرى فإن نفوذها الإداري والترابي أصبح يشمل 73 جماعة منها 11 جماعة حضرية و8 دوائر ترابية.
وتتمركز بمدينة القنيطرة كل الإدارات العمومية والشبه العمومية وذات الاستقلال المالي التي يحتاجها التسيير الجهوي.
- - 4 - القنيطرة: من مدينة مقسمة إلى جماعة واحدة موحدة:

أما فيما يتعلق بالتقسيم الإداري لمدينة القنيطرة، على المستوى المحلي وأي الخاص بالمدينة نفسها فقد شكل المرسوم الصادر بتاريخ 28/09/1992 تحت عدد 720.92.9 منعطفا وتجربة جديد ينفي تسيير الشأن العام المحلي للمدينة.
فمنذ ترقية المدينة إلى بلدية سنة 1959 تم تقسيمهــا سنــة 1992 إلــى جماعتيــن حضريتيــن هما: القنيطرة – المعمورة، والقنيطرة – الساكنية.
وكان الدافع الأساسي لهذا التقسيم إعطاء دفعة ونفس جديدين لتطوير المدينة واستفادة الأحياء الهامشية من هذا التطوير بخلق وإحداث وإضافة تجهيزات وبنيات تحتية متطورة ومسايرة للنمو الديمغرافي الذي تعرفه المدينة والتي بلغ عدد سكانها 627 292 نسمة حسب الإحصاء العام للسكنى والسكان لسنة 1994، هذا العدد الذي وصل إلى 1167301 حسب الإحصائيات العامة للسكان لسنة 2004 بمعدل زيادة 1.8%
غير أن هذا التقسيم قد خلق عدة مشاكل من أبرزها الاختلالات الكبرى في النمو والتطور الاقتصادي والاجتماعي الذي عرفته الجماعتين والذي خلقه التوزيع الغير المتكافئ للثروات والمداخيل أو للموارد الخالقة لهذه الثروة.
وهذا ما حدا بالسلطات المختصة إلى العدول عن العمل بهذا التقسيم والرجوع والعمل بوحدة المدينة لتوحيد الرؤى داخل النسيج الحضري الواحد ولتوحيد وتجميع الموارد المالية والتقنية وغيرها على قلتها.
ومن هنا، جاء مرسوم سنة 2002 القاضي بدمج الجماعات الحضرية الثلاثة السالفة الذكر في جماعة حضرية واحدة هي: الجماعة الحضرية لمدينة القنيطرة التي تبلغ مساحتها حاليا 10600 هكتار.
إن سياسة التقسيم الإداري الذي عملت بها الحكومات المتعاقبة على تسيير الشأن العام للبلاد منذ فجر الاستقلال إلى الآن ساهمت بشكل كبير في تطوير النسيج الحضري لمختلف المدن المغربية على اختلاف درجاتها، فقد جلبت لها بنية تحتية وتجهيزات متطورة لم يكن بمستطاع أغلبية هذه المدن جلبها باعتمادها على تطورها الذاتي، وهو ما ساهم بشكل كبير في جلب الرأسمال المحلي والوطني والأجنبي، وتبقى أهم المدن التي استفادت من هذه الحركية وهذه الالتفاتة بالمدن الكبرى وعلى رأسها مدينة القنيطرة التي استطاعت أن تحقق قفزات نوعية في ميادين عدة فاقت بها مدن مغربية أخرى عتيقة خلال تسعة عقود فقط.
| 1982    | 1994    | 2004    |
| ------- | ------- | ------- |
| 188.194 | 292.453 | 359.142 |

## المواقع الأثرية

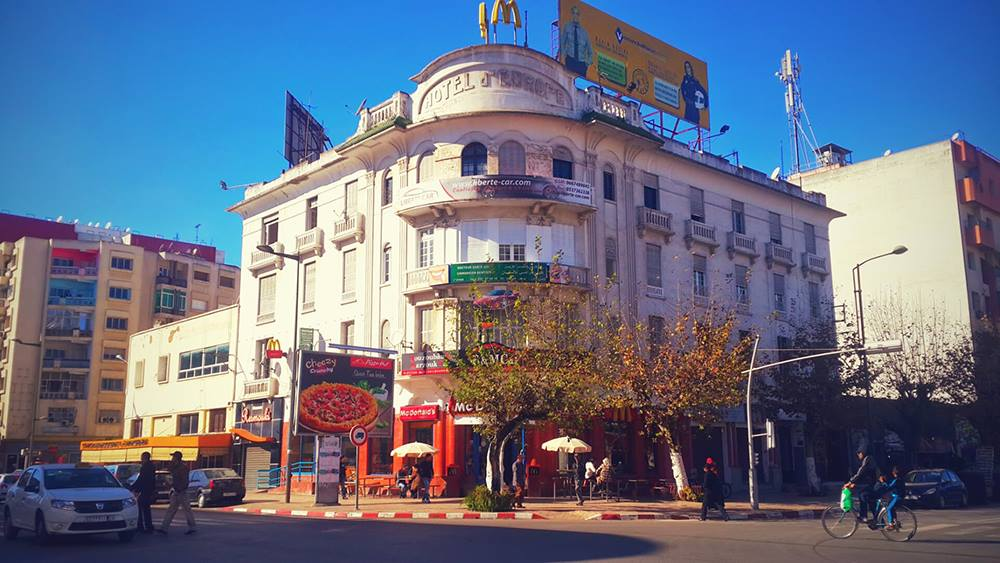
شارع محمد الديوري بالقنيطرة

شكلت القنيطرة بحكم موقعها بين شمال المغرب وجنوبه، وكذا مؤهلاتها الطبيعية الكبرى محطة عبور واستقرار بالنسبة للعديد من الحضارات عبر حقب مختلفة من التاريخ. وهكذا فهي تزخر بالعديد من المواقع والمعالم الأثرية التي تشهد على الماضي الزاهر للمنطقة، مما يستدعي معرفة هذا التراث أولا، ورد الاعتبار إليه ثانيا ثم توظيفه اقتصاديا وثقافيا واجتماعيا بهدف تنمية مستدامة لهذه الجهة.
- - تموسيدة

يوجد موقع تموسيدة (سيدي علي بن أحمد) على الضفة اليسرى لنهر سبو، على بعد 10 كلم من مدينة القنيطرة.
يرجع استيطان الإنسان بالموقع إلى فترة ما قبل التاريخ كما تدل على ذلك البقايا الأثرية التي تم الكشف عنها بالمنطقة.
أبانت الحفريات التي أجريت بالموقع على بقايا منازل ترجع للفترة المورية وعدة أواني فخارية ترجع في غالبها للنصف الأول من القرن الثاني قبل الميلاد.وقد كشفت الأبحاث الأثرية التي تجري حاليا بالموقع على بقايا من الفخار والأمفورات تأرخ بالقرن الثالث والرابع ق م.
خلال العهد الروماني عرفت المدينة تطورا عمرانيا مهما، كما تميز الموقع بإنشاء معسكر روماني إضافة إلى منشآت عمومية (المعبد، الحمامات) ومباني خاصة (المنازل).
وقد عرفت المدينة خلال عهد الإمبراطور تراجان (117-97)م أو الإمبراطور أدريان (117-138)م إعادة هيكلة عمرانية مهمة، حيث تم توسيع عدة بنايات منها الحمامات المحاذية لنهر سبو (Thernes du fleuve) وعدة بنايات ومنازل ذات طابع روماني. ويعد معسكر تموسيدة من أهم المنشآت العسكرية بموريطانية الطنجية.
وخلال الربع الأخير من القرن الثاني الميلادي، أحيطت المدينة بسور يحتوي على عدة أبواب وأبراج. وقد عرفت المدينة حركة اقتصادية مهمة كما تدل على ذلك البقايا الفخارية التي كانت تصل عبر نهر سبو من مختلف بلدان البحر الأبيض المتوسط. وعلى غرار المدن الرومانية التي توجد جنوب نهر اللوكوس، عرفت تموسيدة جلاء الإدارة الرومانية ما بين 274 و280 بعد الميلاد.
ويعد هذا الموقع من أهم المدن الأثرية المتواجدة بمنطقة الغرب ككل
- - قصبة المهديـة

تقع القصبة عند مصب وادي سبو، على المحيط الأطلسي، على بعد 12 كلم من مدينة القنيطرة. بنيت فوق منحدر صخري ولا زالت أطلال أسوارها بارزة لحد الآن على الساحل الأطلنتي وذلك من أجل التحكم في هذه المنطقة الساحلية وحمايتها.
تاريخ هذه المدينة لا زال يلفه الغموض. بعض المؤرخين اعتبروا الموقع ثغرا قرطاجيا يرجع إلى القرن الخامس ق م، البعض الآخر يرجع تاريخ تأسيسها إلى بني يفرن، ما عدا هذا، فالمدينة أو منطقة المعمورة لم يرد ذكرها إلا في عهد الموحدين خلال القرن الثاني عشر الميلادي حيث قام عبد المومن ببناء 120 مركبا في هذه المنطقة. منذ هذه الفترة، انتقلت المدينة إلى مكان تبادل تجاري صغير حيث تتم الاتفاقات والمبادلات التجارية مع الأوروبيين.
هذا التطور لم يدم طويلا حيث تم تدمير المدينة خلال النزاع الذي نشب بين السعيد وأبو سعيد عثمان المريني. في سنة 1515، نزلت القوات البرتغالية بالمنطقة من أجل بناء قصبة عند مصب نهر سبو وقد تمكن محمد البرتغالي السعدي من محاصرة المدينة وطرد البرتغاليين.
في سنة 1614، تمكن الإسبان من استعمار المدينة مــدة 67 سنــة وأطلقوا عليها اسم «سان ميكيل د أولترامار». وبعد عدة محاولات تمكن السلطان العلوي المولى إسماعيل من الدخول إلى المدينة وهكذا ومنذ ذلك التاريخ ستعرف هذه القصبة بالمهدية وكان يحكمها القائد علي الريفي الذي بنى بابا كبيرا ومسجدا وقصرا وحماما وسجنا وعدة بنايات.
حاليا هناك مجموعة من البنايات لا زالت بارزة داخل القصبة والتي تجسد أهمية الموقع، نذكر بالخصوص السور ثم بوابتين، ويعتبر الباب الواقع ناحية الشرق الأهم على المستوى الهندسي، حيث تم بناؤه بالحجر بطريقة متناسقة ويذكرنا بأبواب مدينة سلا وأبواب مدينة الرباط مثلا «العلو» وباب زعير والتي ترجع إلى الفترة الموحدية.
بالإضافة إلى هذه البنايات، تضم القصبة بعض البنايات الأخرى ذات الطابع الهندسي المتميز ونذكر منها منزل القائد الريفي والذي بني خلال القرن السابع عشر الميلادي وحمام خاص ذو نمط إسباني - موريسكي، ومخازن مياه تم سجنا ومسجدا وكذلك مجموعة من الفنادق والمحلات.

## الثورة الصناعية بالمدينة
تعتبر القنيطرة ثالت مدينة صناعية وطنيا بعد طنجة والدار البيضاء وذالك لتواجد نسبة مهمة من الإستتمارات العالمية وكذا المنطقة الحرة الأطلسية التي تعتبر الأولى من نوعها بالقارة الإفريقية كما شدد الملك محمد السادس على ضرورة إنشاء الميناء الأطلسي الكبير بالمدينة في أقرب الآجال.
توجد بالقنيطرة عدة مناطق صناعية من أهمها:
- المنطقة الحرة الأطلسية.
- المنطقة الصناعية بيرامي.
- المنطقة الصناعية الساكنية.
- الحي الصناعي البلدي.
- المنطقة الصناعية التقدم.
- المنطقة الصناعية نيميرو 9.

## كرة القدم بالقنيطرة

### النادي القنيطري
مجموعة من القنيطريين الغيورين على مدينتهم انشؤوا النادي الإسلامي للجهاد كرمز لمقاومة هيمنة الفرنسيين على الرياضة في المغرب سنة 1938.استطاع النادي القنيطري ولوج القسم الأول للدوري الوطني المغربي سنة 1956. أحرز النادي القنيطري بطولة المغرب لأول مرة سنة 1960 وبعد هذا الفوز واصل الفريق حصد سلسلة من الألقاب ليتوج سنوات 1973-1981-1982 كبطل المغرب وفاز بكأس العرش سنة 1961
يتقدم أحمد الصويري لائحة الأسماء الغنية عن التعريف في التاريخ الكروي للمدينة، كرس الصويري حياته لتربية جيل من الشباب المولع بكرة القدم وعلى يده ترعرع الكثير من اللعيبة الكبار.
انتج النادي القنيطري الكثير من اللاعبين الدوليين من بينهم البويحياوي وخليفة الذين يرجع لهما الفضل في تأهل المغرب لأول مرة للدور الثاني لإقصائيات كأس العالم سنة1986 في المكسيك، إضافة إلى لاعبين آخرين تألقوا بالقنيطرة سواء بالنادي القنيطري أو النهضة القنيطرة قبل أن ينتقلوا إلى كبريات الفرق محليا وعالميا مثل يوسف شيبو، مصطفى الضرس، الطواهرية، عبداللطيف حمامة، زهير لعروبي..والقائمة طويلة. كما يحتفظ اللاعب البوساتي بلقب أكبر هداف في بطًولة المغرب ليومنا هدا بتسجيل 25 هدفا خلال الموسم الكروي 81-1982

شعار النادي القنيطري

## الأحياء الكبرى بالمدينة
حي الساكنية وحي أولاد أوجيه وحي بئرالرامي وعين السبع وحي لاسيكون وجردة القاضي والبوشتيين وحي الخبازات الذي يعتبر القلب التجاري للمدينة

## مشاهير القنيطرة
- السياسي والقيدوم: مصطفى مشيش العلمي
- الشاعر الزجال: عبد الرحمان فهمي
- الكاتب والشاعر: إدريس بن الحسن العلمي
- القاص والروائي: محمد زفزاف
- الكاتب والسيناريست: عمر قرطاح
- الكاتب الساخر: تقي الدين تاجي
- الشاعر: محمد الطوبي
- العداء: سعيد عويطة
- الأديب: محمد بندفعة
- القاص: المهدي سقال
- الكريكاتريست: العربي الصبان
- العداءة: أمينة أيت حمو
- اللاعب الدولي: يوسف شيبو
- المٌخرج السنمائي: إسماعيل فروخي
- وزير التعليم الأسبق: عبد الله ساعف
- الهداف: محمد البوساتي
- مدرب كرة القدم: عبد القادر يومير
- الممثل: العربي الساسي
- الممثل: رشيد برائم
- المطربة: لطيفة رأفت
- الممثلة: ماجدة زابيطة
- الممثلة: فاطمة دويمينك
- الممثل: علاء الدين خراز
- فنان الالعاب السحرية: نجيب آيت لحسن
- اللاعب الدولي: خليفة العابد
- الصحفي الرياضي: محمد لحمر
- وزير النقل والتجهيز: عبد العزيز الرباح
- الكاتب والباحث في علم النفس: المامون مبارك الدريبي
- وزير الاتصال: مصطفى الخلفي
- الصحفي: إدريس ولد القابلة
- الحكم الوطني: حميد الباعمراني
- بطل الملاكمة: بدر هاري
- الروائي والفنان التشكيلي: محمد الهجابي
- القاص: المصطفى كليتي
- الأديب والفنان: محمد سعيد سوسان
- الناقد السينمائي: المختار آيت عمر
- المخرج السينمائي: حميد السملالي
- السوسيولوجي: عمار حمداش
- الحقوقية: نزهة العلوي
- الكاتب: العربي بنجلون
- القاص: مبارك الدريبي
- القاص: عبد الرحيم مودن
- القاص: إدريس الصغير
- الصحافية: أمينة السحاقي
- لاعب الجودو: سعد كيدي
- الكاتب: إبراهيم السولامي
- الكاتب: إدريس لشكر
- القاص: مصطفى يعلى
- الناشر والفنان: محمد البوكيلي
- الكاتب والمقاوم: عبد الجليل البوصيري
- الكاريكاتوريست: العربي الصبان
- الصحافي: حسن آيت بلا
- المطربة: نضال إيبورك
- الشاعرة القاصة: سعدية بلكارح
- الموسوعة: حسن شيلوب
- الممثلة: صفاء حبيركو
- الممثلة: سعاد النجار
- الممثلة: فاطمة بوجو
- الزجال:عبد الرحمان فهمي
- الممثلة : وئام الدحماني
- الممثلة: رجاء عمران
- السياسية: أسماء الشعبي
- الممثل: محمد عاطفي
- الاعلامية: نادية المودن
- لاعب كرة القدم: نايف أكرد

## توأمة المدن
هناك اتفاقيات توأمة بين القنيطرة مع مدنٍ أُخرى، وهي:
| آسيا | - فلسطين - بلدية سلفيت - الضفة الغربية. |

| أروبا | - مالقة - بلدية مالقة - اسبانيا. |

| آسيا | - قالب:غازي عنتاب - بلدية غازي عنتاب - تركيا. |

|
- قالب:بورسعيد - بلدية بورسعيد - مصر.[15]

|}

## وصلات خارجية
- القنيطرة على موقع الموسوعة البريطانية (الإنجليزية)